# Volvarina angustata
Volvarina angustata, tên tiếng Anh: narrow marginella, là một loài ốc biển, là động vật thân mềm chân bụng sống ở biển trong họ Marginellidae, họ ốc mép.

## Miêu tả
Loài này có kích thước giữa 11 mm and 28 mm

## Phân bố
Chúng phân bố ở Ấn Độ Dương dọc theo vùng bể Mascarene, Réunion, và in Vịnh Bengal dọc theo quần đảo Andaman, Sri Lanka và miền nam Ấn Độ.